# Mosfileri
Mosfileri (griechisch Μοσφιλερή), auch Mosfili (griechisch Μοσφίλι), ist eine Gemeinde im Bezirk Nikosia in der Republik Zypern. Bei der Volkszählung im Jahr 2021 hatte sie 20 Einwohner.

## Name
Der Name des Dorfes Mosfileri ist pflanzlichen Ursprungs. Er leitet sich von der Mosfilia (griechisch Μοσφιλιά) ab, dem griechischen Namen des Azaroldorns, eines in der zypriotischen Landschaft weit verbreiteten Baumes.

## Lage und Umgebung

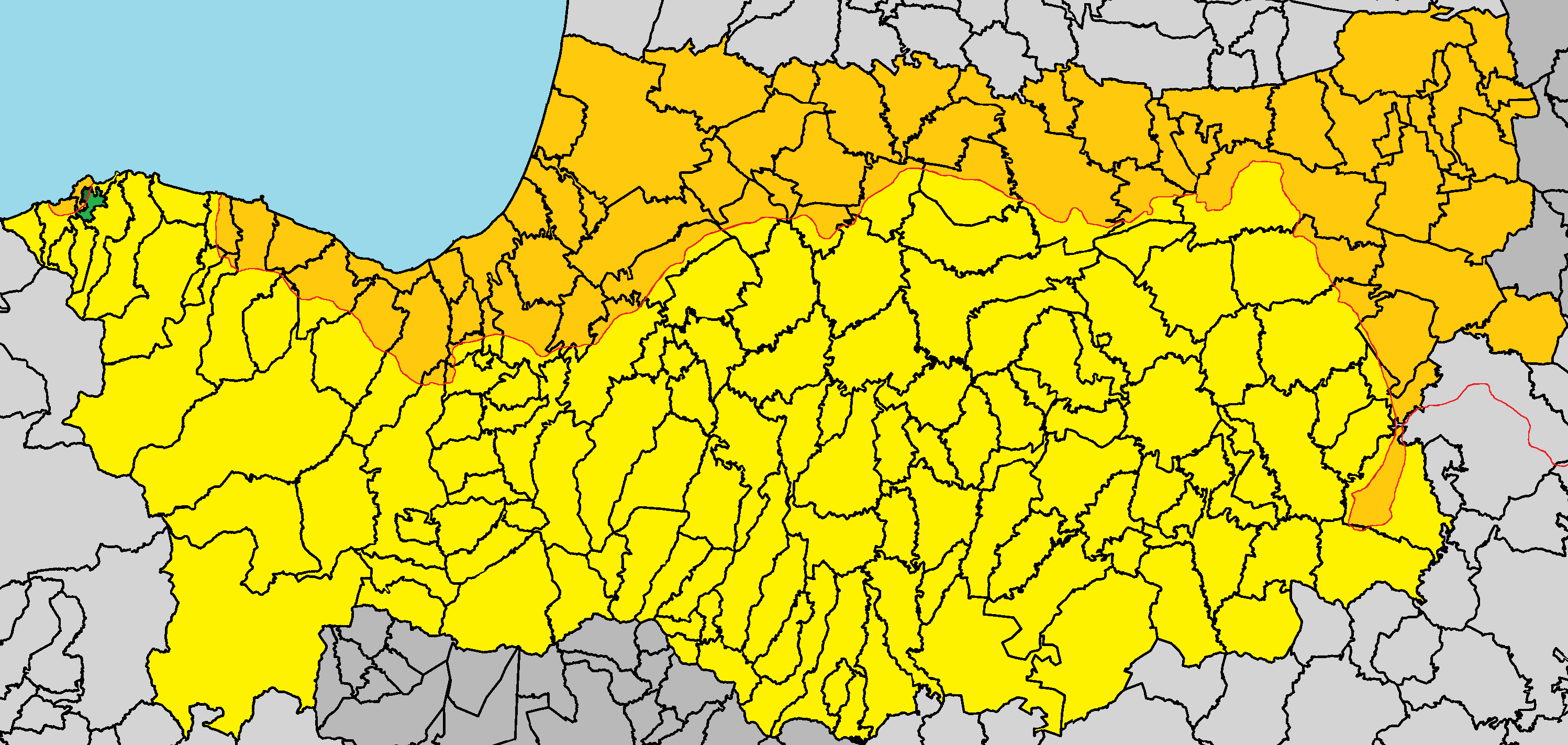
Lage im Bezirk Nikosia

Mosfileri liegt auf der Tillyria-Halbinsel im Nordwesten der Mittelmeerinsel Zypern auf einer Höhe von etwa 160 Metern, etwa 85 Kilometer westlich von Nikosia, 125 Kilometer von Larnaka, 120 Kilometer von Limassol und 55 Kilometer nordöstlich von Paphos entfernt. Das 1,795 Quadratkilometer große Dorf grenzt im Westen an die nordzyprische Exklave Erenköy/Kokkina, im Westen und Norden an Mansoura, im Osten an Agios Theodoros Tilliria und im Süden an Selladi tou Appi. Das Dorf kann über die Straße F740 erreicht werden.
Die durchschnittliche jährliche Niederschlagsmenge beträgt etwa 450 Millimeter. In der Gegend werden Mandelbäume, Zitrusfrüchte sowie einige Oliven-, Feigen- und Pflaumenbäume angebaut. Geologisch betrachtet liegt es auf den Laven des Troodos-Vulkankomplexes, auf denen sich Braunböden entwickelten.

## Geschichte
Das Dorf ist weder auf alten Karten verzeichnet noch wird es in mittelalterlichen Quellen erwähnt.
Mosfileri spielte 1964 eine entscheidende Rolle im Zuge der interkommunalen Konflikte in Zypern. Nachdem türkisch-zyprische Kräfte den Zugang griechischer Zyprer über benachbarte Dörfer blockierten, geriet Mosfileri zunehmend unter Belagerung. Unter der Führung des Leutnants Andreas Pyrpolitis organisierten sich die Bewohner gemeinsam mit Freiwilligen aus der Umgebung militärisch und errichteten Verteidigungsstellungen rund um das Dorf. Am 18. Juni 1964 kam es zu einem großangelegten Angriff türkischer Streitkräfte und Milizen. Trotz zahlenmäßiger Unterlegenheit und begrenzter Mittel leisteten die Bewohner Widerstand und verhinderten erfolgreich die Einnahme des Dorfes.

### Bevölkerungsentwicklung
Die folgende Tabelle zeigt die Bevölkerung des Dorfes, wie sie in den in Zypern durchgeführten Volkszählungen erfasst wurde.
| Jahr      | 1891 | 1901 | 1911 | 1921 | 1931 | 1946 | 1960 | 1976 | 1982 | 1992 | 2011 | 2021 |
| Einwohner | 72   | 91   | 85   | 95   | 118  | 171  | 187  | 46   | 33   | 27   | 20   | 20   |